# Dalton City
Dalton City es una villa ubicada en el condado de Moultrie en el estado estadounidense de Illinois. En el Censo de 2010 tenía una población de 544 habitantes y una densidad poblacional de 344,33 personas por km².

## Geografía
Dalton City se encuentra ubicada en las coordenadas 39°43′0″N 88°48′30″O / 39.71667, -88.80833. Según la Oficina del Censo de los Estados Unidos, Dalton City tiene una superficie total de 1.58 km², de la cual 1.57 km² corresponden a tierra firme y (0.49%) 0.01 km² es agua.

## Demografía
Según el censo de 2010, había 544 personas residiendo en Dalton City. La densidad de población era de 344,33 hab./km². De los 544 habitantes, Dalton City estaba compuesto por el 97.24% blancos, el 0.74% eran afroamericanos, el 0.37% eran amerindios, el 0.18% eran asiáticos, el 0% eran isleños del Pacífico, el 0% eran de otras razas y el 1.47% pertenecían a dos o más razas. Del total de la población el 0.37% eran hispanos o latinos de cualquier raza.